# Вільям Джон Ранкін
Вільям Джон Макуорн Ранкін (англ. William John Macquorn Rankine; 5 липня 1820 Единбург, Шотландія — 24 грудня 1872 Глазго, Шотландія) — британський (шотландський) інженер-будівельник, фізик та математик.

## Біографія
Народився в Единбурзі 5 липня 1820. Навчався в Единбурзькому інституті з 1836 року по 1838, який був змушений покинути так і не закінчивши через туги фінансового становища.
У 16 років, навчаючись в Единбурзькому університеті, він отримав золоту медаль за нарис з теорії світла і почав дослідження в молекулярній фізиці.
У 1854 році вчений отримує Кейтську медаль (англ. the Keith medal) від Единбурзького королівського товариства, за внесок у розвиток і термодинаміки.
Вільям Ранкін помер в 1872 році в Глазго.

## Праця
Найвидатніші дослідження Джон Ранкін зробив у галузі технічної термодинаміки, він по праву вважається одним із засновників цього розділу загальної фізики. У 1849 році незалежно від Клаузіуса отримав загальні рівняння термодинаміки, що виражають співвідношення між теплотою і механічною енергією. Досліджував термодинамічні властивості газів і пари в 1850 році і склав таблиці водяної пари, які отримали широке застосування. У 1859 році побудував повну теорію парової машини зокрема, розробив ідеальний термодинамічний цикл парового двигуна, названого на його честь. Ранкін ввів низку термінів: потенційна енергія, адіабатичний та ізотермічні процеси, адіабати.

## Відомі роботи
Ранкін став унікальним автором відразу чотирьох підручників, які через сто років після написання є провідними посібниками в сучасній науці: «Посібник з прикладної механіки», «Керівництво для парового двигуна та інших моторів» (перша праця з технічної термодинаміки (1859), «Посібник для цивільного будівництва» та «Машини і преси»